# 은혜의동산기독교학교

학교 로고

홈페이지 : https://www.7grace.kr 보관됨 2024-03-12 - 웨이백 머신

입학문의 : 070-7525-1324(행정실)
은혜의동산기독교학교(Grace Garden Christian School, GGCS)는 대한민국 경기도 화성에 위치한 미인가 기독교대안학교다. 은혜의동산교회가 2008년 설립하였으며, 초등학교 1학년부터 12학년까지의 학생들이 재학 가능하다. 2008년 방과후 학교로 시작하여 2009년 전일제 학교가 되었다.  